# Arthur Cecil Pigou
Arthur Cecil Pigou (Ryde, Ilha de Wight, 18 de novembro de 1877 — Cambridge, 7 de março de 1959) foi um economista inglês. Aluno e sucessor de Alfred Marshall na cátedra de economia política da Universidade de Cambridge (1908-1943), desafiou doutrinas econômicas vigentes e a tradição neoclássica em relação à substituição da ação industrial privada pelo estado. Ele desenvolveu o conceito da taxa de Pigou, uma medida do estado para influenciar o comportamento de agentes económicos no mercado, com o objetivo de corrigir externalidades negativas. Além do mais formulou o efeito de Pigou, que explica o aumento da demanda para bens de consumo num período de deflação.
Por sua sugestão, Edward Hugh John Neale Dalton, Barão de Dalton, mais conhecido por Hugh Dalton, criou o Princípio de Pigou-Dalton, que estabelece que uma transferência de renda de um indivíduo mais rico para um indivíduo mais pobre, desde que essa transferência não inverta a posição (social) entre os dois, resulta em uma maior igualdade social.
Dá nome ao Imposto Pigouviano.

## Obras principais
- Wealth and Welfare. 1912.
- The Economics of Welfare, 4th ed. 1932. ISBN 0-7658-0739-4
- Keynes's General Theory: A Retrospective View. 1950.
- The Political Economy of War. 1921.
- The Theory of Unemployment. 1933.
- Unemployment. 1914.